# Neptun 381
Die Frachtschiffsserie Neptun 381, auch Serie Hamburger Wall genannt, ist ein sehr variabler Stückgutschiffstyp der Rostocker Schiffswerft „Neptun“.

## Geschichte
Hergestellt wurde die Baureihe 1970 bis 1973 in sieben Einheiten für bundesdeutsche Reedereien. Vorgesehen sind die wahlweise als Volldecker oder Freidecker ausgelegten Schiffe vorwiegend für den kombinierten Transport von Stückgut, Containern, Schwergut, Holz, Schüttgutladungen, aber auch Früchten und Süßöl. Die Konstruktion bildete später die Grundlage für den technisch weitgehend übereinstimmenden Typ Neptun 371.
Erstes Schiff und Namensgeber der Serie war die am 30. Juni 1970 übergebene Hamburger Wall mit der Baunummer 381. Die in Lübeck beheimatete Hamburger Wall wurde mehrfach umbenannt, zuletzt 1986 in Salt und schon ab dem 19. März desselben Jahres in Gadani abgebrochen.
Das siebte und letzte Schiff der Serie war die im Dezember 1972 als Muggenburg vom Stapel gelassene Baunummer 387, welche nach nur gut zwölf Betriebsjahren und mehreren Umbenennungen ab dem 15. Dezember 1985 als Neptune im chinesischen Yingkou abgebrochen wurde.
Interessant ist das Schicksal der einzelnen Schiffe; zwei Schiffe der Baureihe gingen durch Seeunfälle verloren, zwei hatten eine Einsatzdauer von über 30 Jahren, aber drei Schiffe wurden hingegen außergewöhnlich früh zum Abbruch verkauft.

## Technik
Angetrieben wurden die Schiffe von einem in MAN-Lizenz gefertigten 6620 kW Zweitakt-Dieselmotor des Typs K9Z 60/105 E des Herstellers VEB Maschinenbau Halberstadt, der direkt auf einen Festpropeller wirkt. Die weitgehend automatisierte Maschinenanlage ist für täglich 16-stündig wachfreien Betrieb eingerichtet.
Die mit einem Wulstbug und sehr scharf geschnittenem Steven versehenen Rümpfe sind in Sektionsbauweise zusammengefügt. Der mit Einzelkammern ausgestattete Wohn- und Arbeitsbereich der achtern angeordneten Decksaufbauten ist klimatisiert.
Die drei Laderäume mit einem Rauminhalt von 16.383 m³ Kornraum und 14.980 m³ Ballenraum verfügen über ein Zwischendeck, die Laderäume werden mit MacGregor-Lukendeckeln verschlossen. Es können außerdem 163 m³ Kühlladung und 371 m³ Süßöl sowie 308 Container, oder 3304 Standards Holz transportiert werden. Das Ladegeschirr nach dem System "Velle" besteht aus drei 8/16 Tonnen Schwingladebäumen und drei 50 Tonnen Schwergutbäumen.